# Heinz Vopel
Heinz Vopel, (Dortmund, 5 de abril de 1908 - Dortmund, 22 de junio de 1959) fue un ciclista alemán, que se especializó en las carreras de seis días donde consiguió 32 victorias, de las cuales 29 haciendo parejas con Gustav Kilian. La mayoría fueron en pruebas en los Estados Unidos y en Canadá ya que con el ascenso de los nazis al poder en 1933, se prohibieron ester tipo de carreras.
Su hijo Heinz también fue ciclista.

## Palmarés
- 1934

1º en los Seis días de Cleveland (con Werner Miethe y Gustav Kilian)
1º en los Seis días de Minneápolis (con Piet van Kempen y Reggie Fielding)
- 1935

1º en los Seis días de Chicago (con Gustav Kilian)
1º en los Seis días de Montreal 1 (con Gustav Kilian)
1º en los Seis días de Nueva York (con Gustav Kilian)
1º en los Seis días de Pittsburgh (con Gustav Kilian)
1º en los Seis días de Montreal 2 (con Gustav Kilian)
- 1936

1º en los Seis días de Milwaukee (con Gustav Kilian)
1º en los Seis días de Nueva York (con Gustav Kilian)
1º en los Seis días de Chicago (con Gustav Kilian)
1º en los Seis días de Montreal (con Gustav Kilian)
1º en los Seis días de Londres (con Gustav Kilian)
- 1937

1º en los Seis días de Pittsburgh (con Jules Audy)
1º en los Seis días de Cleveland (con Gustav Kilian)
1º en los Seis días de Milwaukee (con Gustav Kilian)
1º en los Seis días de Saint Louis (con Gustav Kilian)
1º en los Seis días de Indianápolis (con Gustav Kilian)
1º en los Seis días de Montreal (con Gustav Kilian)
1º en los Seis días de Nueva York (con Gustav Kilian)
1º en los Seis días de Chicago (con Gustav Kilian)
1º en los Seis días de Buffalo (con Gustav Kilian)
- 1938

1º en los Seis días de Cleveland (con Gustav Kilian)
1º en los Seis días de Chicago 1 (con Gustav Kilian)
1º en los Seis días de Nueva York (con Gustav Kilian)
1º en los Seis días de Chicago 2 (con Gustav Kilian)
- 1939

1º en los Seis días de Milwaukee (con Gustav Kilian)
1º en los Seis días de San Francisco (con Gustav Kilian)
- 1940

1º en los Seis días de Cleveland (con Gustav Kilian)
1º en los Seis días de Buffalo (con Cecil Yates)
- 1941

1º en los Seis días de Buffalo (con Gustav Kilian)
- 1950

1º en los Seis días de Hannover (con Gustav Kilian)
- 1951

1º en los Seis días de Berlín (con Gustav Kilian)